# Chuukeilanden
De Chuukeilanden (voorheen ook Trukeilanden) vormen een atol in de Grote Oceaan, die onderdeel uitmaakt van de Micronesische deelstaat Chuuk. Het hoofdeiland is Weno. De eilanden liggen in een kring en de binnenzee vormt een natuurlijke haven. De binnenzee heeft een maximale afmeting van 80 bij 50 kilometer.
De eerste opgetekende waarneming van de eilanden werd gedaan door de Spaanse ontdekkingsreiziger Álvaro de Saavedra in 1528. Het gebied maakte deel uit van de Spaanse Rijk, tot het in 1899 werd verkocht aan het Duitse Keizerrijk. Na de Eerste Wereldoorlog maakte het onderdeel uit van Japan. 

## Japanse basis
De eilanden vormden gedurende de Tweede Wereldoorlog een belangrijke basis voor de Japanse vloot voor operaties in het zuidelijk deel van de oceaan. Ze werden voorzien van bewapening om vijandelijke aanvallen met schepen en vliegtuigen te voorkomen. 
De binnenzee werd frequent bezocht door Japanse marine- en koopvaardijschepen. De twee grootste slagschepen van de Japanse marine, de Yamato en haar zusterschip Musashi, lagen hier voor langere perioden.
Op 17 februari 1944 begon een tweedaagse aanval door Amerikaanse vliegtuigen. De Japanners hadden hiertoe aanwijzingen en diverse grote marineschepen waren op tijd vertrokken. Tijdens de luchtaanvallen werden desondanks bijna 50 schepen en 275 vliegtuigen vernietigd of beschadigd. Veel schepen met hun lading liggen nog op de zeebodem.

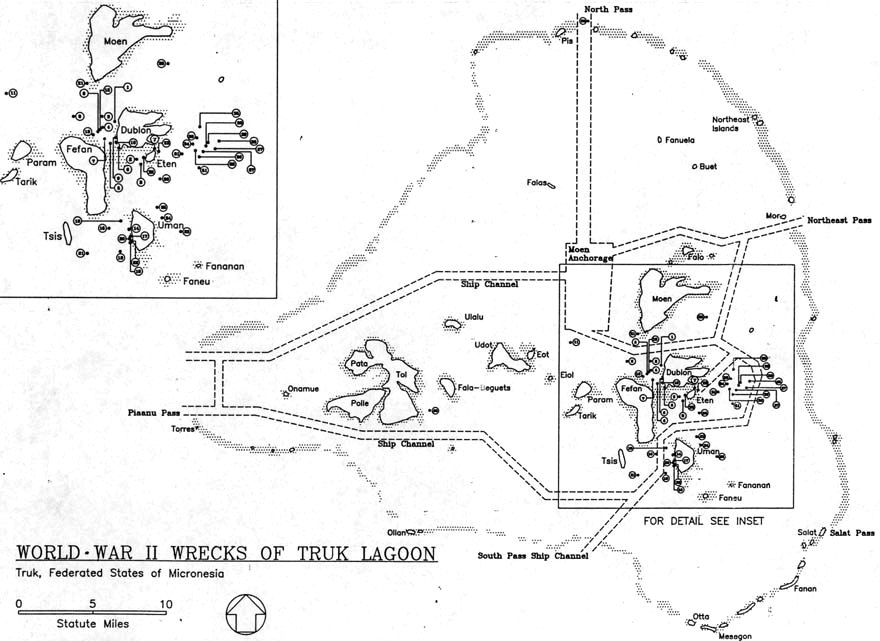
Kaart met vaarroutes, de rede en Japanse scheepswrakken
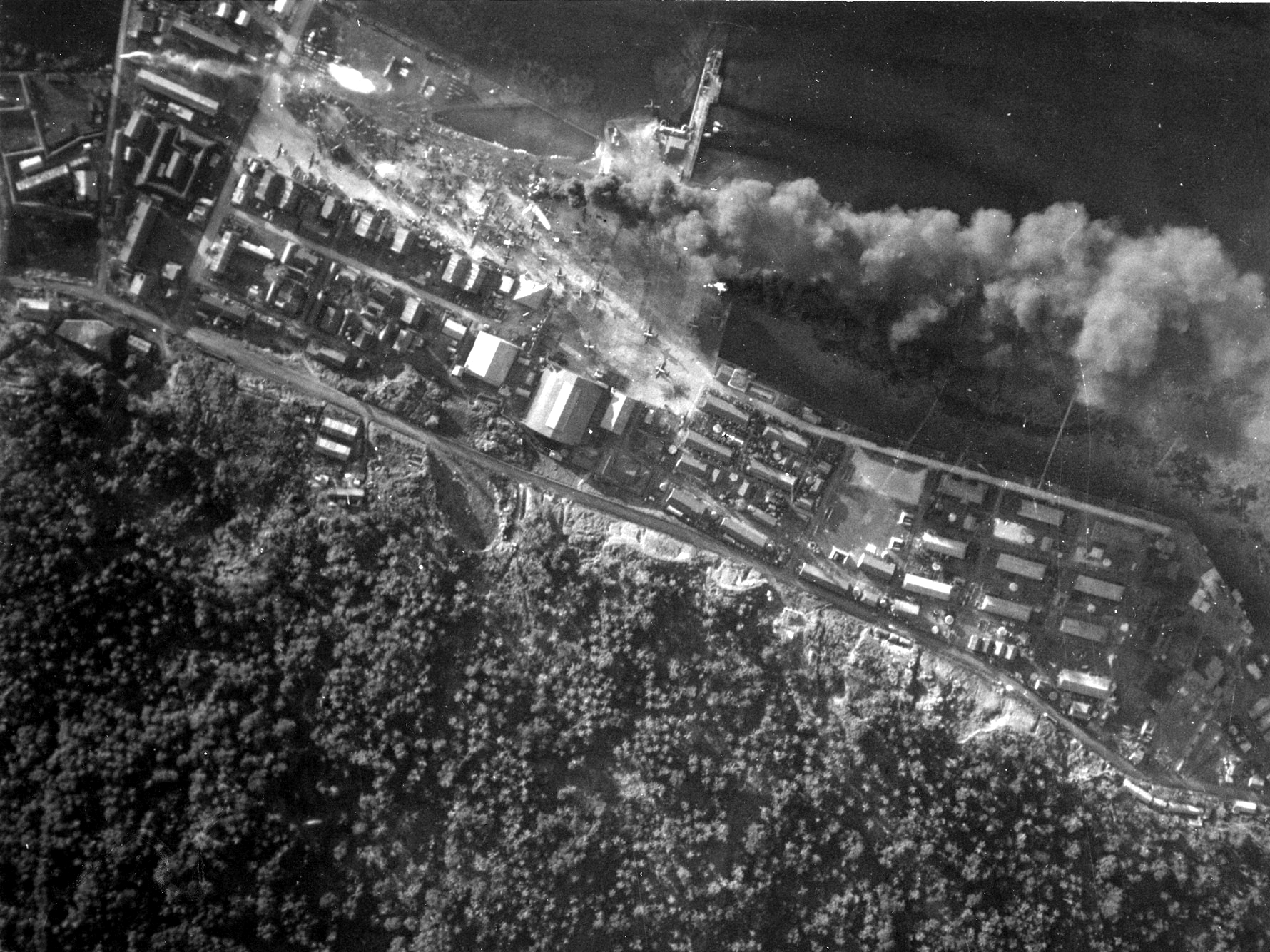
Japanse watervliegtuigbasis tijdens Amerikaans bombardement (februari 1944)
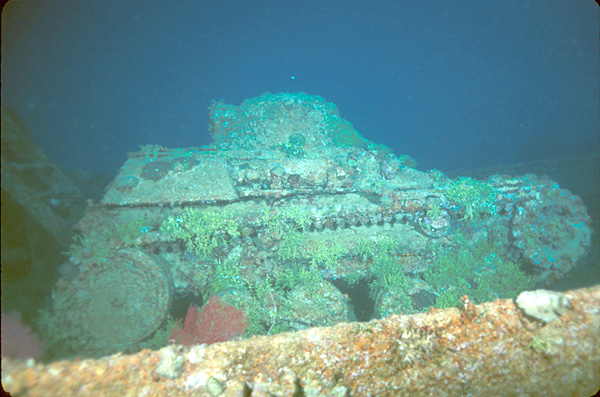
Japanse tankette op het wrak van de Nippo Maru
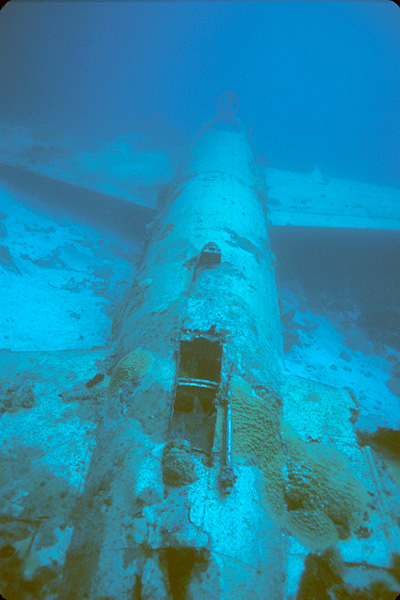
Mitsubishi G4M op de zeebodem